# Arsenio Sebastião Cabungula
Arsenio Sebastião Cabungula, meglio noto come Love (Luanda, 14 marzo 1979), è un calciatore angolano, attaccante dell'Atlético Petróleos Luanda.

## Carriera

### Club
Ha vinto per tre volte la classifica dei marcatori della Girabola; nel 2004 e nel 2005 con la maglia dell'Atlético Sport Aviação, con rispettivamente 17 e 13 reti, e nel 2011 con il Petro Atlético realizzando 20 reti.

### Nazionale
Nel 2006 è stato convocato dal CT della nazionale rosso-giallo-nera Luís de Oliveira Gonçalves per disputare i Mondiali in Germania. Love non è stato impiegato nei primi due match; nella terza partita, complice l'infortunio del centrocampista Mateus al 22', ha potuto esordire giocando per un totale di 68 minuti.

## Palmarès

### Club

#### Competizioni nazionali
- Girabola: 4

Aviação: 2002, 2003, 2004
Kabuscorp: 2013
- Coppa d'Angola: 3

Aviação: 2005
Primeiro de Agosto: 2009
Petro Atlético: 2012
- Supercoppa d'Angola: 4

Aviação: 2003, 2004, 2005
Kabuscorp: 2014

### Individuale
- Capocannoniere della Girabola: 1

2011 (20 reti)